# Hornsaltört
Hornsaltört (Suaeda corniculata) är en amarantväxtart som först beskrevs av Carl Anton von Meyer, och fick sitt nu gällande namn av Aleksandr Andrejevitj Bunge. Hornsaltört ingår i släktet saltörter, och familjen amarantväxter. Arten förekommer tillfälligt i Sverige, men reproducerar sig inte.